# Sahebganj
Sahebganj – gaun wikas samiti we wschodniej części Nepalu w strefie Kośi w dystrykcie Sunsari. Według nepalskiego spisu powszechnego z 2001 roku liczył on 643 gospodarstw domowych i 3426 mieszkańców (1663 kobiet i 1763 mężczyzn).